# Iglesia Antigua (Teksas)
Iglesia Antigua je naseljeno mjesto za statističke potrebe u američkoj saveznoj državi Teksas. Prema popisu stanovništva iz 2010. u njemu je živjelo 413 stanovnika.